# Intelligent Music Project
Intelligent Music Project — болгарская супергруппа, основанная в 2012 году болгарским бизнесменом Миленом Врабевски.
Представили Болгарию на Евровидении 2022 с песней «Intention».

## История группы
Супергруппа была основана бизнесменом Миленом Врабевски и включала таких вокалистов, как Саймон Филлипс, Джон Пейн, Карл Сентанс, Бобби Рондинелли и Тодд Сачерман. Они выпустили свой дебютный альбом в 2012 году и с тех пор выпускают музыку и гастролируют. Их нынешний солист — рок-вокалист Ронни Ромеро.
В ноябре 2021 года BNT сообщили, что они были выбраны для представления страны на конкурсе песни «Евровидение 2022» в Турине. Их песня «Intention» была выпущена 5 декабря, став первой опубликованной в этом сезоне. В состав группы входят вокалист Ронни Ромеро, Биссер Иванов, Славин Славцев, Иво Стефанов, Димитар Сираков и Стоян Янкулов. Янкулов уже представлял Болгарию в 2007 и 2013 годах.

## Конфликты
15 января СМИ рассказали, что солист группы Ронни Ромеро был арестован из-за обвинения в угрозах бывшей девушке. Ордер на арест выдал суд одного из городов Испании, где проживает Ромеро, после неявки музыканта на очередное заседание по его делу. Ему грозит 5 лет тюрьмы.

## Дискография

### Студийные альбомы
- 2012 — The Power of Mind
- 2014 — My Kind o' Lovin'
- 2015 — Touching the Divine
- 2018 — Sorcery Inside
- 2020 — Life Motion
- 2021 — The Creation
- 2022 — Unconditioned

### Синглы
- 2020 — «Every Time»
- 2020 — «I Know»
- 2021 — «Listen»
- 2021 — «Sometimes & Yesterdays That Mattered»
- 2021 — «Intention»